# Furcraea stratiotes
Furcraea stratiotes är en sparrisväxtart som beskrevs av Otto Georg Petersen. Furcraea stratiotes ingår i släktet Furcraea och familjen sparrisväxter. Inga underarter finns listade i Catalogue of Life.